# Cyklověž

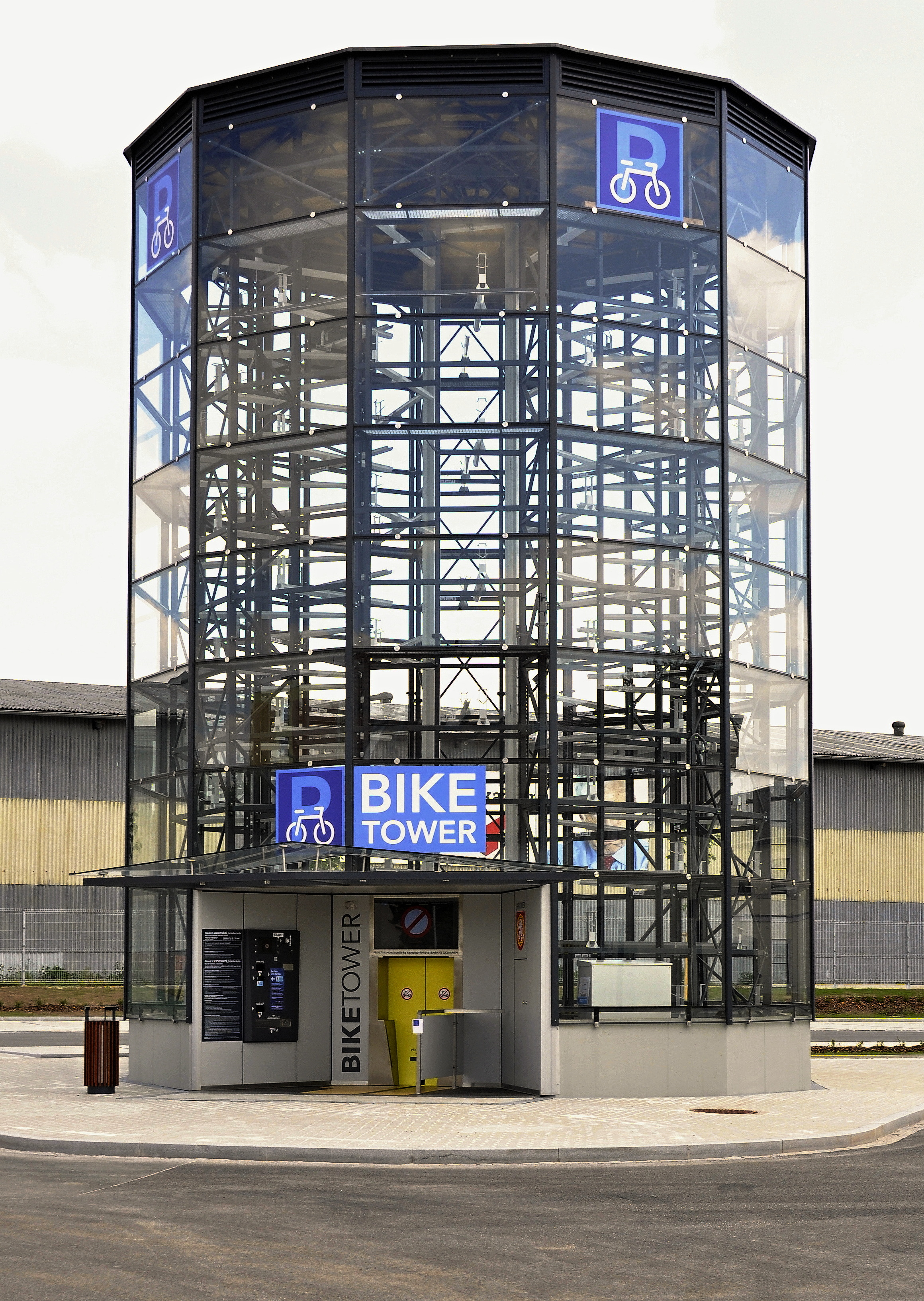
Cyklověž v Jaroměři

Cyklověž je věžovitá stavba sloužící k automatizovanému parkování jízdních kol. Tento prvek cyklistické infrastruktury je na několika místech v Česku, Slovensku a Německu. Kapacita jedné věže v Česku a na Slovensku je 118 kol. V Německu se nacházejí i dvojité cyklověže. První cyklověž v Evropě se nacházela v Hradci Králové a byla postavena v roce 2013.
Jízdní kola jsou parkována uvnitř věže automatizovaně, není tam tedy přístup pro lidi. Díky tomu se jedná o nejbezpečnější formu parkování kol s prakticky nulovou možností odcizení. I z toho důvodu se jedná o nejdražší způsob parkování kol. V roce 2024 se cena jedné cyklověže pohybovala v Česku mezi 14 a 18 miliony korun.
Většina věží je zpoplatněna malým jednorázovým poplatkem. Jejich naplněnost se v Česku v roce 2018 pohybovala kolem 70 procent.

## Způsob fungování
Cyklověže fungují na principu parkování kol v několika patrech. Tím zabírají menší plochu než klasické parkování u stojanů nebo v kolárnách. Věže jsou automatizované a nejsou obsluhovány lidmi. Cyklista kolo vloží v přízemí do výtahu, který poté kolo umístí na prázdné parkovací místo. 
Věže také díky své výšce slouží jako viditelné upozornění na možnost parkování kol. 

## Lokality v Česku
V Česku se v roce 2023 nacházelo celkem 18 cyklověží.
- Beroun
- Břeclav
- Čelákovice
- Hodonín
- Hranice
- Jaroměř
- Kolín
- Litoměřice
- Lysá nad Labem (dvě)
- Milovice
- Moravská Třebová
- Pardubice
- Poděbrady
- Přerov
- Šumperk
- Trutnov
- Třinec

## Galerie

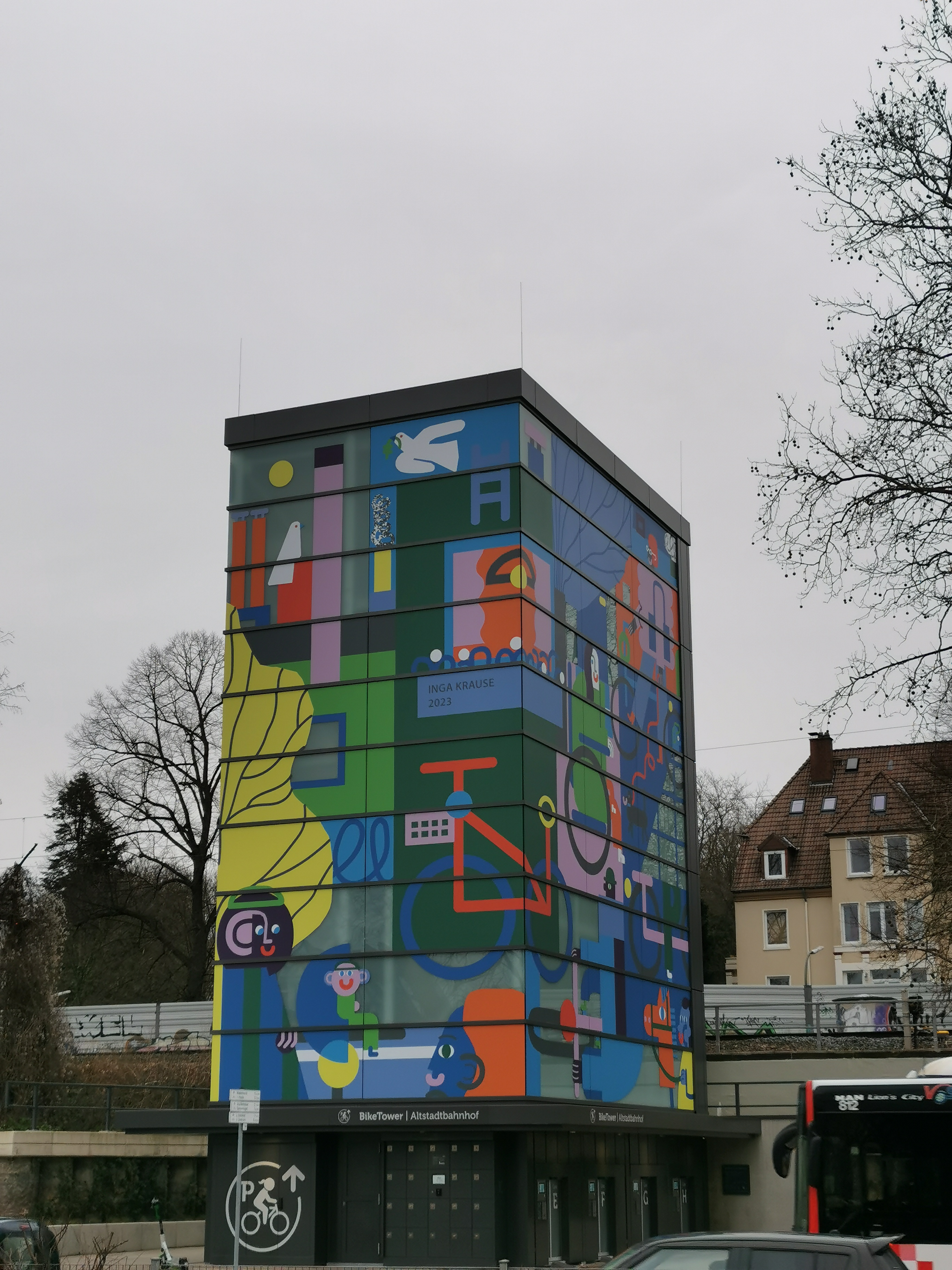
Zdobená cyklověž v Německu
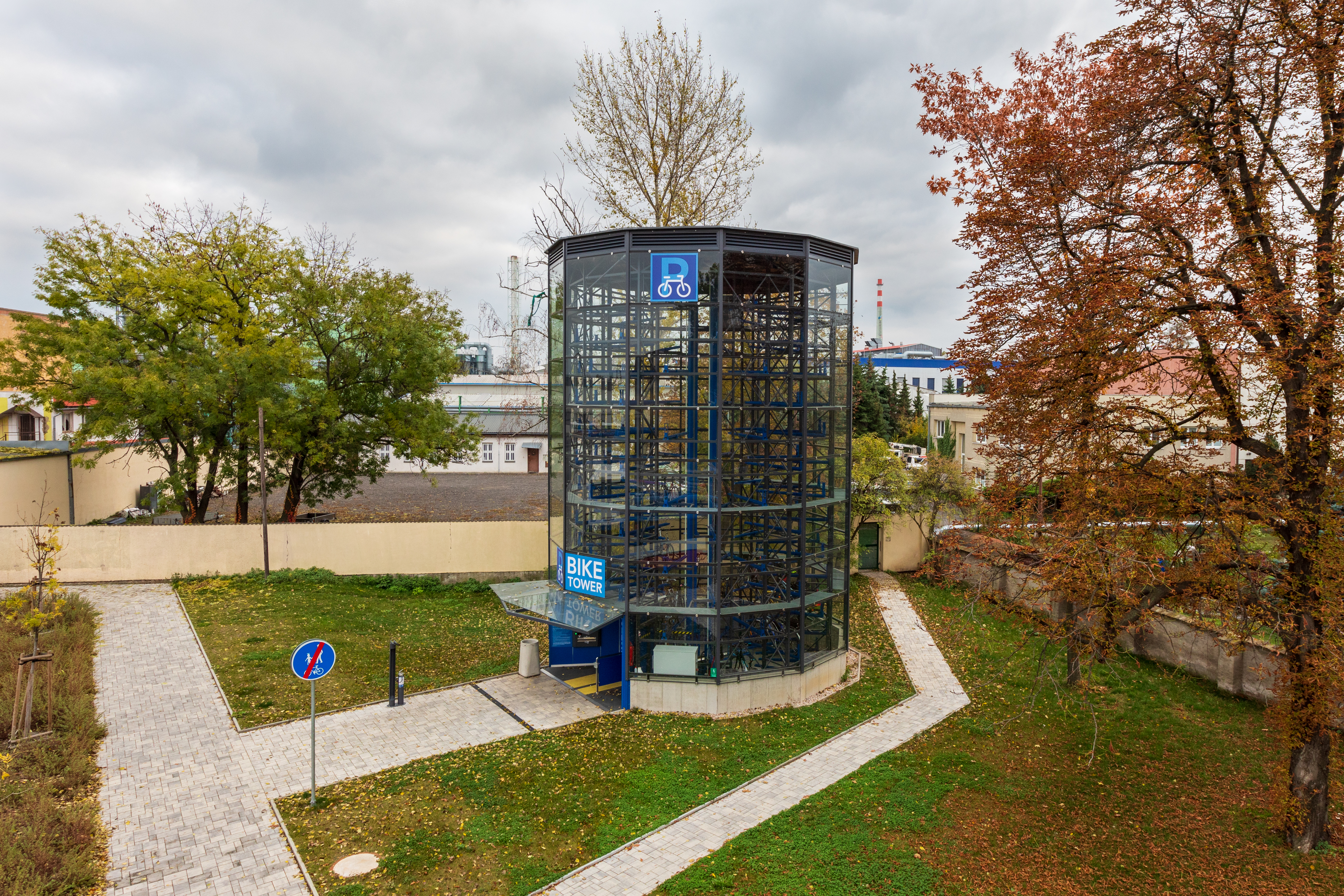
Cyklověž v Kolíně
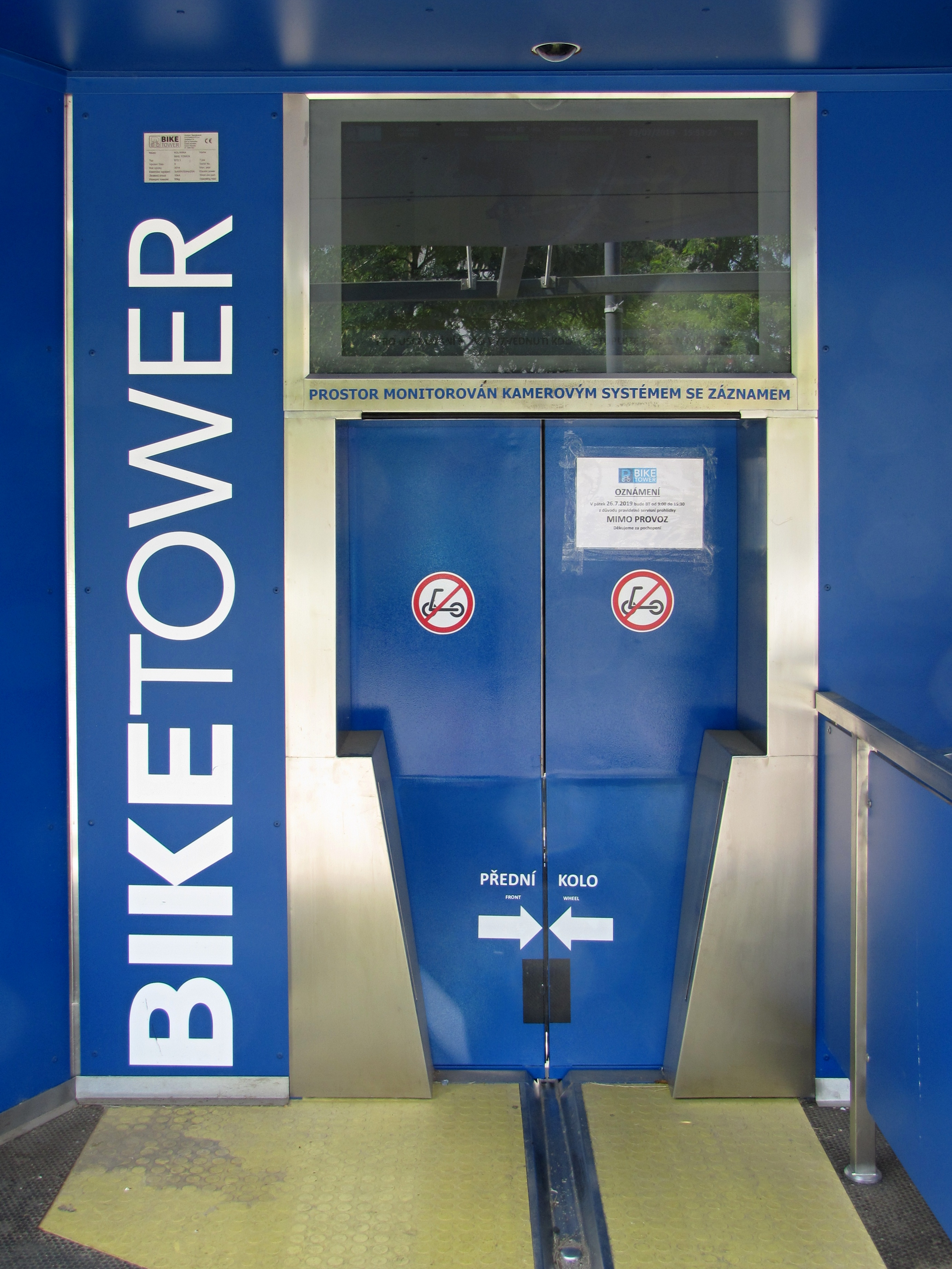
Vjezd pro kola (Hodonín)
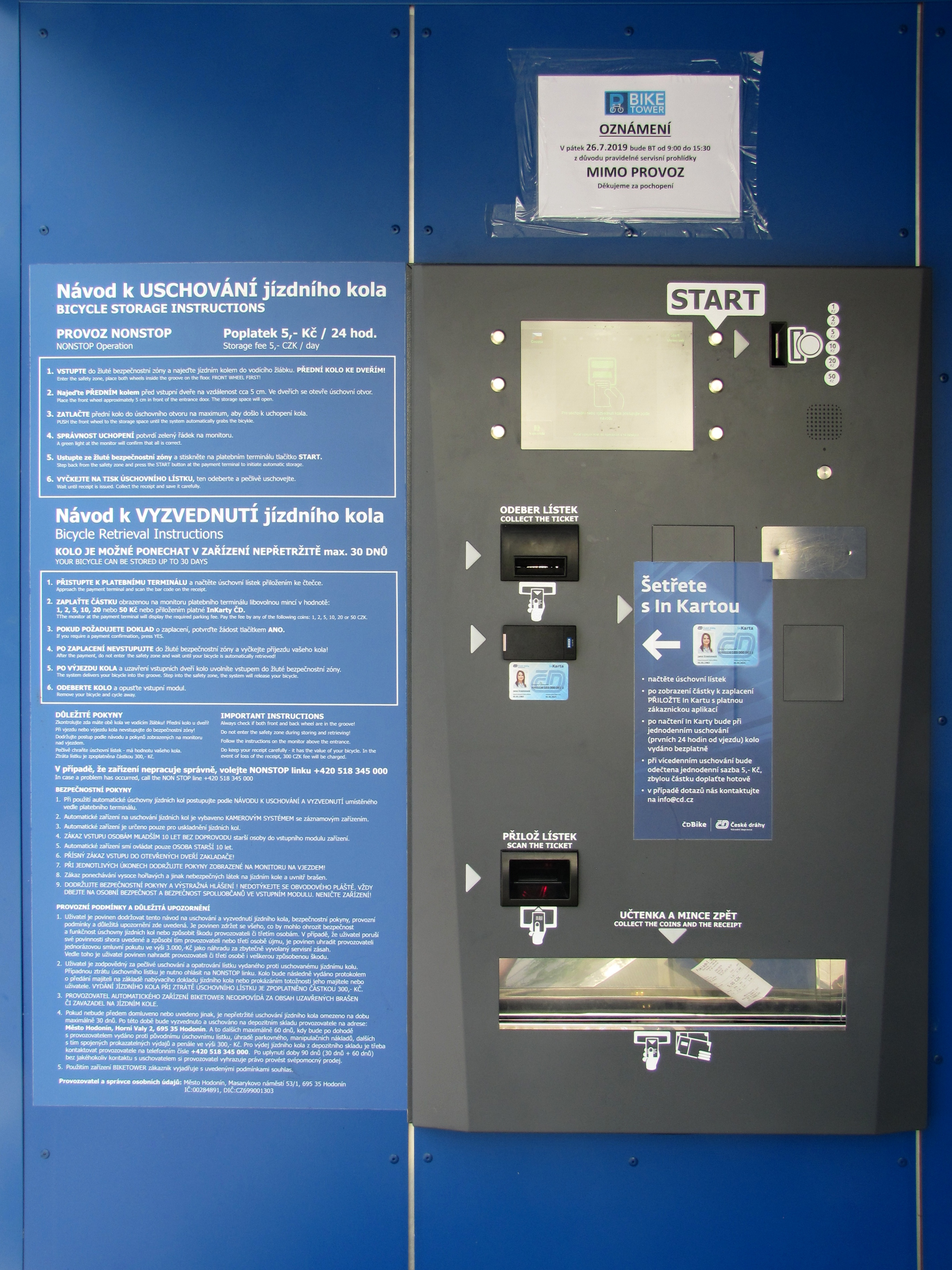
Návod k uschování a placení (Hodonín)
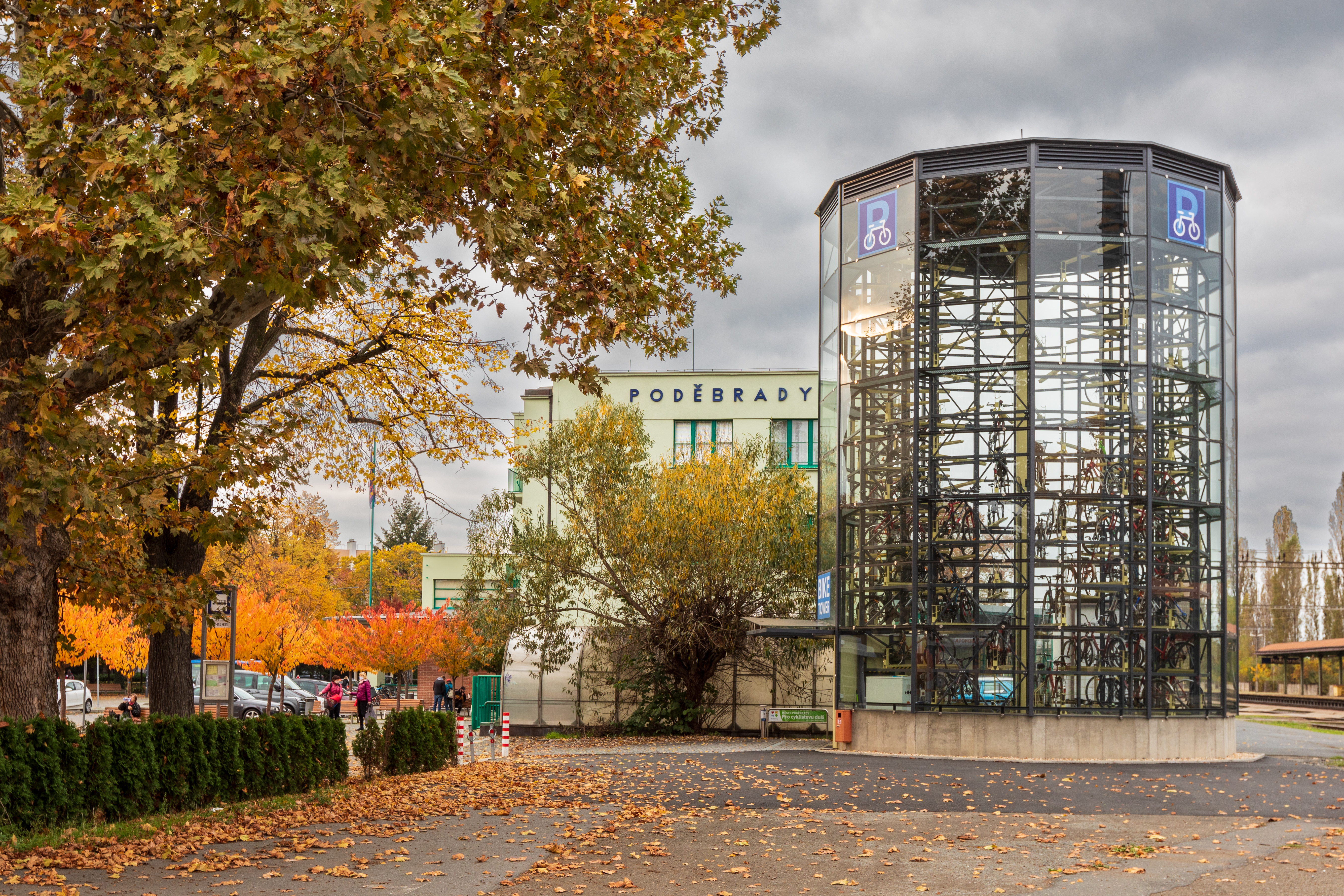
Cyklověž v Poděbradech